# Нині прослався син людський
«Нині прослався сине людський» ((рос.) «Ныне прославися сын человеческий»), або «Архієрей» — художній фільм режисера Артура Войтецького. Релігійно-романтична інтерпретація повістей Антона Павловича Чехова «Архієрей», «Княгиня», «Свята ніч».

## Зміст фільму
В основі фільму лежить розповідь про останні дні Архієрея. Важко захворівши, та розуміючи, що його земне буття підходить до кінця, він поринає у спогади. Тут зображається його дитинство, роки пастирського служіння. Він відчуває себе відірваним від світу, а також нестачу простого людського спілкування.

## Використана музика
У фільмі використовується піснеспіви православних богослужінь композиторів: Дмитра Бортнянського, Сергія Рахманінова, Олександра Кастальського, Олексія Львова, Т. Львовського і невідомих авторів, а також українські, російські, циганські народні пісні.
«Елегію» Жюля Массне виконує Федір Шаляпін.

## Зйомки фільму
Зйомки фільму проходили у Києво-Печерській лаврі, храмі Різдва Пресвятої Богородиці (м. Вінниця) та поряд з церквою с.Дашів, Іллінецького району, Вінницької області.

## У ролях
- Богдан Ступка — архієрей
- Валентина Салтовська — мати
- Лідія Єжевська
- Афанасій Кочетков
- Михайло Глузський
- Віталій Бенедюк
- Ілля Рибаков
- Наташа Пастушенко
- Інна Капінос
- Олександр Радько
- В епізодах: Людмила Алфімова, Любов Богдан, Наталія Белошапкіна, Наталія Гебдовська, Ольга Гобзева, Л. Григор'єва, К. Жмурь, Маргарита Кошелєва, Є. Родиченко, А. Разумова, А. Таранова, Аліція Омельчук, Костянтин Артеменко, Артем Камінський, Володимир Олексієнко, Валерій Шептекіта та ін.

## Знімальна група
- Сценарист та режисер-постановник: Артур Войтецький
- Оператор-постановник: В'ячеслав Родиченко
- Режисер: Євген Камінський
- Художник по костюмах: Алла Шестеренко
- Художники по гриму: Алевтина Лосєва, Олена Колонська
- Звукооператор: Юрій Лавриненко
- Монтажер: Таїса Кряченко
- Оператор комбінованих зйомок: Микола Шабаєв
- Оператор: Євген Калін
- Майстер по світлу: В. Коренський
- Установник кольору: В. Ілюшина
- Асистенти:
  - режисера: П. Діденко, Л. Титаренко, І. Островська, Т. Соловйова
  - оператора: Р. Дзюба, Є. Золотоверхий
  - звукооператора: Ю. Забігайло
- Майстри-гримери: Л. Голдабенко, Л. Грановська
- Майстер-бутафор: Л. Прохоренко
- Майстер-піротехнік: П. Приходько
- Майстер-костюмер: В. Козик
- Музичне оформлення: Костянтин Скопцов, Юрій Лавриненко
- Редактор: Олег Приходько
- Директор фільму: Олексій Жуков

Насправді зйомки фільму проходили і в с. Левківці Тульчинського району на Вінниччині (сцена на полі, де жінки жнуть, вяжуть снопи). Є очевидці тих подій.
Також ряд зйомок проходили у селі Печора Тульчинського району на пагорбах на березі Південного Бугу поряд з церквою, що стоїть на горі. У війтівській церкві Бершадського р-н на Вінниччині відбувалось роздавання лози.